# Prowincja Xékong
Xékong (laot. ເຊກອງ) – prowincja Laosu, znajdująca się w południowo-wschodniej części kraju. Graniczy z Wietnamem.
Prowincja została utworzona w 1983 roku z części prowincji Saravane.

## Podział administracyjny
Prowincja Xékong dzieli się na cztery dystrykty:
1. Dakcheung
2. Kaleum
3. Lamarm
4. Thateng.